# Torrubiella clavata
Torrubiella clavata är en svampart som beskrevs av Samson & H.C. Evans 1992. Torrubiella clavata ingår i släktet Torrubiella och familjen Cordycipitaceae.   Inga underarter finns listade i Catalogue of Life.